# 中医外科学
中醫外科學所指的多半為皮膚病等顯而外見的疾病，與現行的一般外科病處理的疾病不相同。

中医外科学涉及病证、辩证治法有如下特征：

- 中医外科学涉及病主要有疮疡、乳房疾病、瘿、瘤、岩，皮肤病及性传播疾病，肛门直肠疾病，泌尿男性疾病，外傷性疾病及周围血管疾病等。
- 中医外科学涉及证包括痈、疽、疮、风、疔、疥、癣、斑、疹、痔、瘘、痰核、疬、癌瘤、丹毒、时毒、虫蛇毒、花柳、杂症等种类。
- 中医外科疾病辨症常用五大方法有；辩病、阴阳辩证、部位辩证、经络辩证、局部辩证。
- 中医外科治疗分内治法与外治法之分；药有内服外用区别。